# گوهر خیراندیش
گوهر خیراندیش (زادهٔ ۱ شهریور ۱۳۳۳) بازیگر ایرانی است. او از دهه ۱۳۵۰ خورشیدی فعالیت خود را در عرصه تئاتر آغاز کرد. او در آثار متعددی در سینما و تلویزیون حضور داشته و به خاطر نقش‌آفرینی‌هایش در ژانرهای کمدی و درام شناخته می‌شود. خیراندیش جوایز گوناگونی از جمله سیمرغ بلورین جشنواره فیلم فجر را دریافت کرده است.
او برای نقش‌آفرینی در فیلم‌های زیر بام‌های شهر (۱۳۶۸)، چهره (۱۳۷۴) و جنگجوی پیروز (۱۳۷۷) نامزد سیمرغ بلورین بهترین بازیگر نقش مکمل زن شد و بازی در ارتفاع پست (۱۳۸۰) ساختهٔ ابراهیم حاتمی‌کیا برای او دیپلم افتخار جشنوارهٔ فیلم فجر را به همراه داشت. او برای بازی در نقش اصلی رسم عاشق‌کشی (۱۳۸۲) برندهٔ سیمرغ بلورین بهترین بازیگر زن شد. دیگر نقش‌های برجسته وی شامل فیلم دنیا (۱۳۸۰)، واکنش پنجم (۱۳۸۲) و دعوت (۱۳۸۷) می‌شود.

## زندگی

گوهر خیراندیش در کودکی

گوهر خیراندیش در سال ۱۳۳۳ در شیراز متولد شد. فعالیت وی از سال ۱۳۴۹ از دوران دبیرستان، با گروه تئاتر در شیراز آغاز شد و در همین سال بود که با جمشید اسماعیل‌خانی آشنا شد و این آشنایی به ازدواج انجامید. حاصل این ازدواج، یک پسر و دو دختر به نام‌های امید، آزاده و آناهیتا است. او و همسرش در شیراز بازیگر تئاتر بودند. او کارمند اداره فرهنگ و هنر شیراز نیز بود. وی در سال ۱۳۵۷، جهت کسب تحصیلات عالی در دانشگاه تهران، به همراه همسر و فرزندانش به تهران رفت. او علاوه بر تحصیل، به فعالیت تئاتر در شهر تهران پرداخت و کارشناس امور هنری اداره کل فرهنگ و ارشاد اسلامی استان تهران شد. خیراندیش بازیگری را در سینما، تئاتر و تلویزیون ادامه داد. او با فیلم روزهای انتظار فعالیت خود را در سینما آغاز کرد و با فیلم بانو مطرح شد. خیراندیش همیشه در نقش‌های متفاوت ظاهر شده است. وی همچنین چندین سال است که در برنامه صدای عبرت شبکه سراسری رادیو، به فعالیت مشغول است.
وی یکی از استادان ثابت کانون سینماگران جوان است و همچنین سابقه برگزاری کارگاه آموزشی در چند دانشگاه ایالات متحده آمریکا را دارد.
خیراندیش پیشنهاد بازی در سریال دارا و ندار و فیلم اخراجی‌ها را علی‌رغم پیشنهاد مالی خوب، به جهت نقش‌های ضعیف نپذیرفت. به عقیده وی یکی از رموز ماندگاری یک بازیگر در این است که هر نقشی را فقط برای مسائل مالی قبول نکند.

### حادثه هنگام فیلمبرداری
1. گوهر خیراندیش در ۲۹ مهرماه ۱۳۹۲، در هنگام ایفای نقش در فیلم آذر، شهدخت، پرویز و دیگران به کارگردانی بهروز افخمی، بر اثر سانحه تصادف دچار مصدومیت شد و از ناحیه سر و استخوان ترقوه دچار شکستگی شد. در این حادثه که در صحنه فیلمبرداری در روستای پلور شهر رینه آمل رخ داد، گوهر خیراندیش حین رانندگی، برای فیلم‌برداری یکی از صحنه‌ها، به‌طور اتفاقی با یکی از ماشین‌های محلی که ناگهان از فرعی بیرون می‌آید تصادف می‌کند. او پس از انتقال به بیمارستان مورد عمل جراحی قرار گرفت.[۹][۱۰][۱۱][۱۲]
2. این بازیگر در حین تصویربرداری سریال تلویزیونی دیوار به دیوار در شامگاه چهارشنبه شب مصادف با ۲۳ فروردین ماه ۱۳۹۶، از ناحیه مچ پا دچار آسیب شد و با پارگی تاندون پا مواجه گردید، و تحت عمل جراحی قرار گرفت.[۱۳]

## جشنواره‌های بین‌المللی
گوهر خیراندیش در سال ۲۰۲۱ با فیلم فصل قاصدک به نویسندگی و کارگردانی مریم پیربند در جشنواره کن حضور یافت. در این رویداد خیراندیش پیراهنی شنلی با طراحی سایه موسوی به همراه کیف، کفش و جواهرات درسا به تن داشت. فیلم فصل قاصدک در زمستان ۲۰۲۲ نیز در جشنواره فیلم جیپور شرکت کرد و موفق به دریافت «جایزه رز زرد» شد. خیراندیش و پیربند با حضور در مراسم اختتامیه این جایزه را دریافت کردند.
او در سیزدهمین دوره جشنواره بین‌المللی اکشن آن فیلم آمریکا در بخش فیلم‌های سینمایی، جایزه بهترین بازیگر نقش اول را برای بازی در فیلم خانه دیگری دریافت کرد.
گوهر خیراندیش در سال ۱۴۰۰ برای بازی در فیلم گورکن در جشنواره ریورساید آمریکا به همراه سایر بازیگران این فیلم، موفق به دریافت جایزه بهترین گروه بازیگران شد.

## آثار

### سینما

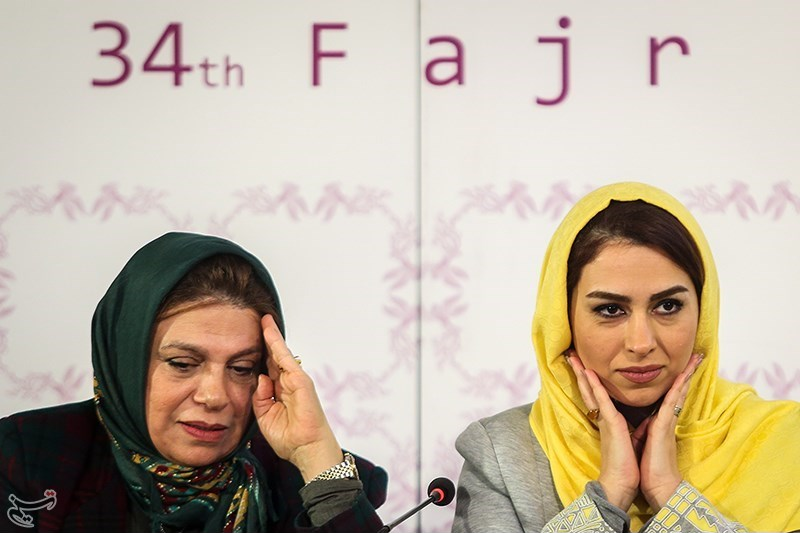
نشست خبری نقطه کور

| سال تولید | نام فیلم                   | کارگردان           |
| --------- | -------------------------- | ------------------ |
| ۱۴۰۲      | خرچنگ                      | مصطفی شایسته       |
| ۱۴۰۲      | دو روز دیرتر               | اصغر نعیمی         |
| ۱۴۰۱      | قلهک                       | مصطفی شایسته       |
| ۱۳۹۸      | گورکن                      | کاظم ملایی         |
| ۱۳۹۸      | خوب، بد، جلف ۲:ارتش سری    | پیمان قاسم‌خانی     |
| ۱۳۹۷      | مشت آخر                    | مهدی فخیم‌زاده      |
| ۱۳۹۷      | کلوپ همسران                | مهدی صباغ‌زاده      |
| ۱۳۹۷      | مردی بدون سایه             | علیرضا رئیسیان     |
| ۱۳۹۷      | سامورایی در برلین          | مهدی نادری         |
| ۱۳۹۷      | پاستاریونی                 | سهیل موفق          |
| ۱۳۹۶      | دشمن زن                    | کریم امینی         |
| ۱۳۹۶      | ماهور                      | مجید نیامراد       |
| ۱۳۹۶      | لس آنجلس تهران             | تینا پاکروان       |
| ۱۳۹۴      | فصل نرگس                   | نگار آذربایجانی    |
| ۱۳۹۴      | خانه دیگری                 | بهنوش صادقی        |
| ۱۳۹۴      | من و شارمین                | بیژن شیرمرز        |
| ۱۳۹۴      | نیمه‌شب اتفاق افتاد         | تینا پاکروان       |
| ۱۳۹۳      | در مدت معلوم               | وحید امیرخانی      |
| ۱۳۹۳      | رخ دیوانه                  | ابوالحسن داوودی    |
| ۱۳۹۳      | ایران برگر                 | مسعود جعفری جوزانی |
| ۱۳۹۳      | آتش‌بس ۲                    | تهمینه میلانی      |
| ۱۳۹۳      | شیفت شب                    | نیکی کریمی         |
| ۱۳۹۲      | آذر، شهدخت، پرویز و دیگران | بهروز افخمی        |
| ۱۳۹۲      | نقش نگار                   | علی عطشانی         |
| ۱۳۹۰      | آهوی پیشونی سفید           | جواد هاشمی         |
| ۱۳۹۰      | میگرن                      | مانلی شجاعی فرد    |
| ۱۳۹۰      | روییدن در باد              | رهبر قنبری         |
| ۱۳۸۹      | خنده در باران              | داریوش فرهنگ       |
| ۱۳۸۹      | در امتداد شهر              | علی عطشانی         |
| ۱۳۸۷      | شیرین                      | عباس کیارستمی      |
| ۱۳۸۷      | تهران ۱۵۰۰                 | بهرام عظیمی        |
| ۱۳۸۷      | دعوت                       | ابراهیم حاتمی‌کیا   |
| ۱۳۸۷      | صندلی خالی                 | سامان استرکی       |
| ۱۳۸۷      | کلانتری غیرانتفاعی         | یدالله صمدی        |
| ۱۳۸۶      | دل‌شکسته                    | علی روئین‌تن        |
| ۱۳۸۶      | دایره زنگی                 | پریسا بخت‌آور       |
| ۱۳۸۶      | استخوونای بابام            | مهدی رضازاده فخار  |
| ۱۳۸۵      | قاعده بازی                 | احمدرضا معتمدی     |
| ۱۳۸۵      | خواستگار محترم             | داوود موثقی        |
| ۱۳۸۵      | محاکمه                     | ایرج قادری         |
| ۱۳۸۵      | بی‌وفا                      | اصغر نعیمی         |
| ۱۳۸۳      | گل یخ                      | کیومرث پوراحمد     |
| ۱۳۸۳      | تردست                      | محمدعلی سجادی      |
| ۱۳۸۳      | مکس                        | سامان مقدم         |
| ۱۳۸۳      | نقاب                       | کاظم راست‌گفتار     |
| ۱۳۸۲      | سیزده گربه روی شیروانی     | علی عبدالعلی‌زاده   |
| ۱۳۸۱      | توکیو بدون توقف            | سعید عالم زاده     |
| ۱۳۸۱      | دنیا                       | منوچهر مصیری       |
| ۱۳۸۱      | واکنش پنجم                 | تهمینه میلانی      |
| ۱۳۸۱      | رسم عاشق‌کشی                | خسرو معصومی        |
| ۱۳۸۰      | ارتفاع پست                 | ابراهیم حاتمی‌کیا   |
| ۱۳۸۰      | نان و عشق و موتور ۱۰۰۰     | ابوالحسن داوودی    |
| ۱۳۸۰      | مربای شیرین                | مرضیه برومند       |
| ۱۳۷۸      | میکس                       | داریوش مهرجویی     |
| ۱۳۷۸      | سهراب                      | سعید سهیلی         |
| ۱۳۷۷      | جنگجوی پیروز               | مجتبی راعی         |
| ۱۳۷۷      | شیدا                       | کمال تبریزی        |
| ۱۳۷۶      | ساغر                       | سیروس الوند        |
| ۱۳۷۴      | چهره                       | سیروس الوند        |
| ۱۳۷۳      | بوی خوش زندگی              | ابوالحسن داوودی    |
| ۱۳۷۱      | عیالوار                    | پرویز صبری         |
| ۱۳۷۱      | لبه تیغ                    | جمال شورجه         |
| ۱۳۷۱      | یک مرد، یک خرس             | مسعود جعفری جوزانی |
| ۱۳۷۰      | مدرسه پیرمردها             | علی سجادی‌حسینی     |
| ۱۳۷۰      | بانو                       | داریوش مهرجویی     |
| ۱۳۶۹      | سایه خیال                  | حسین دلیر          |
| ۱۳۶۹      | همه یک ملت                 | حسین مختاری        |
| ۱۳۶۸      | زیر بام‌های شهر             | اصغر هاشمی         |
| ۱۳۶۷      | شاخه‌های بید                | امرالله احمدجو     |
| ۱۳۶۷      | شب حادثه                   | سیروس الوند        |
| ۱۳۶۷      | روز باشکوه                 | کیانوش عیاری       |
| ۱۳۶۶      | با من از فردا بگو          | فریدون کوچیان      |
| ۱۳۶۵      | روزهای انتظار              | اصغر هاشمی         |

### تلویزیون
| سال       | نام                                    | سمت          | کارگردان                            | توضیحات |
| --------- | -------------------------------------- | ------------ | ----------------------------------- | --- |
| ۱۳۹۹      | زیر خاکی                               | بازیگر       | جلیل سامان                          | شبکه یک |
| ۱۳۹۹      | محله لب آب                             | بازیگر       | سید اشرف طباطبایی                   | صدا و سیمای مرکز فارس |
| ۱۳۹۸      | مرضیه                                  | بازیگر       | فلورا سام                           | شبکه دو |
| ۱۳۹۷      | دیوار به دیوار ۲                       | بازیگر       | سامان مقدم                          | شبکه سه |
| ۱۳۹۶      | خنداننده شو                            | داور         | رامبد جوان                          | شبکه نسیم |
| ۱۳۹۶      | دیوار به دیوار                         | بازیگر       | سامان مقدم                          | شبکه سه |
| ۱۳۹۴–۱۳۹۵ | معمای شاه                              | بازیگر       | محمدرضا ورزی                        | شبکه ۱ |
| ۱۳۹۴      | دورهمی                                 | مهمان برنامه | مهران مدیری                         | شبکه نسیم |
| ۱۳۹۳      | خندوانه                                | مهمان برنامه | رامبد جوان                          | شبکه نسیم |
| ۱۳۹۲–۱۳۹۳ | ما فرشته نیستیم                        | بازیگر       | فلورا سام                           | در نوروز ۱۳۹۳ از شبکه ۵ پخش شد.                                                                                           |
| ۱۳۹۲      | مادر                                   | بازیگر       | بیژن بیرنگ                          | این سریال، در ادامهٔ سریال «همچون سرو» ساخته شد.                                                                           |
| ۱۳۹۱–۱۳۹۲ | کلاه پهلوی                             | بازیگر       | سید ضیاءالدین دری                   | در نقش «مهرآفرین مستشارنیا» / شبکه ۱                                                                                      |
| ۱۳۹۱      | دختران حوا                             | بازیگر       | حسین سهیلی‌زاده                      | شبکه تهران |
| ۱۳۹۱      | علفزار                                 | بازیگر       | محمدعلی طالبی                       | |
| ۱۳۹۰      | ناز و نیاز                             | بازیگر       | فلورا سام                           | |
| ۱۳۹۰      | فرات                                   | بازیگر       | مازیار میری                         | شبکه ۲ |
| ۱۳۸۹–۱۳۹۰ | ستایش                                  | بازیگر       | سعید سلطانی                         | در نقش «زعفرون‌باجی» - گدای دیوانه                                                                                         |
| ۱۳۸۹      | توطئه فامیلی                           | بازیگر       | رامبد جوان                          | شبکه ۱ |
| ۱۳۸۹      | بچه‌ها نگاه می‌کنند                      | بازیگر       | حمیدرضا صلاحمند                     | در نقش «عمه طاووس» / در نوروز ۱۳۹۰ پخش شد.                                                                                |
| ۱۳۸۹      | همچون سرو                              | بازیگر       | بیژن بیرنگ                          | در نقش «ماهی اتابکی» (معلم بازنشسته و مادر یکی از رزمندگان)                                                               |
| ۱۳۸۳–۱۳۸۸ | مختارنامه                              | بازیگر       | داود میرباقری                       | در نقش «حنانه» (خاله جاریه، خواهرخوانده مختار) در سال ۱۳۸۹ از شبکه ۱ پخش شد.                                              |
| ۱۳۸۷–۱۳۸۸ | جستجوگران                              | بازیگر مهمان | محمدعلی سجادی                       | شبکه ۲ |
| ۱۳۸۷      | اشک‌ها و لبخندها                        | بازیگر       | حسن فتحی                            | در نقش «شمسی شال‌فروش» در نوروز ۱۳۸۸ از شبکه ۱ پخش شد.                                                                     |
| ۱۳۸۷      | تله‌فیلم «یک بام و دو هوا»              | بازیگر       | انوشیروان حداد                      | |
| ۱۳۸۷      | تله‌فیلم «دست راست من»                  | بازیگر       | داریوش ربیعی                        | |
| ۱۳۸۶      | میوه ممنوعه                            | بازیگر       | حسن فتحی                            | شبکه ۲ |
| ۱۳۸۵      | تله‌فیلم «خواستگار محترم»               | بازیگر       | داود موثقی                          | شبکه تهران |
| ۱۳۸۵      | تله‌تئاتر «دلاله»                       | بازیگر       | احمد سپاس‌دار                        | یکی از اپیزودهای شش‌گانه مجموعه «نمایشنامه‌های طنز چخوف» که از شبکه ۴ پخش شد. تهیه‌کننده و کارگردان تلویزیونی: «محمد رسول‌اف» |
| ۱۳۸۱–۱۳۸۲ | جزیره جادو                             | بازیگر       | سیامک شایقی                         | برنامه کودک و نوجوان شبکه ۱                                                                                               |
| ۱۳۸۰–۱۳۸۱ | سفر سبز                                | بازیگر       | محمدحسین لطیفی                      | شبکه ۳ |
| ۱۳۷۹      | خانه ما                                | بازیگر       | مسعود کرامتی                        | شبکه ۳ |
| ۱۳۷۹      | همسایه‌ها                               | بازیگر       | محمدحسین لطیفی                      | شبکه ۳ |
| ۱۳۷۷      | چشم‌به‌راه                               | بازیگر       | اصغر فرهادی                         | شبکه تهران کارگردان تلویزیونی: «مهتاج نجومی»                                                                              |
| ۱۳۷۷      | میعاد در سپیده‌دم                       | بازیگر       | سعید سلطانی                         | شبکه ۳ |
| ۱۳۷۷      | ماجراهای خانواده تمدن                  | بازیگر       | غلام‌عباس قنبری امیرمسعود تیمور خواه | از برنامه سینمای خانواده شبکه ۱ پخش می‌شد.                                                                                 |
| ۱۳۷۵–۱۳۷۶ | سیاه، سفید، خاکستری                    | بازیگر       | سیامک شایقی                         | شبکه ۲ |
| ۱۳۷۴      | آشپزباشی و قبله عالم                   | بازیگر       | رسول نجفیان                         | کارگردان تلویزیونی: «علی‌اصغر اوجانی»                                                                                      |
| ۱۳۷۴      | بی‌بی‌یون                                | بازیگر       | حسین پناهی                          | شبکه ۱ |
| ۱۳۷۴      | دو پنجره                               | بازیگر       | پاشا شاهنده                         | شبکه ۳ |
| ۱۳۷۴      | زیر گنبد کبود                          | بازیگر       | بهمن زرین‌پور                        | شبکه تهران |
| ۱۳۷۳      | حباب                                   | بازیگر       | ابوالقاسم معارفی                    | شبکه ۱ |
| ۱۳۷۱      | روزگار وصل                             | بازیگر       | مسعود رشیدی                         | شبکه ۱ |
| ۱۳۷۰–۱۳۷۱ | روزی روزگاری                           | بازیگر       | امرالله احمدجو                      | شبکه ۱ |
| ۱۳۶۷      | تله‌تئاتر «گزارش محرمانه اکتاویو والدز» | بازیگر       | صادق هاتفی                          | نویسنده: «محمد رحمانیان» کارگردان تلویزیونی: «پاشا شاهنده»                                                                |
| ۱۳۶۶      | سایه‌های بلند                           | بازیگر       | اسدالله ایمن                        | شبکه ۱ |
| ۱۳۶۶      | این شرح بی‌نهایت                        | بازیگر       | اسماعیل خلج حمید حمزه               | |
| ۱۳۶۵      | مدرس                                   | بازیگر       | هوشنگ توکلی                         | |
| ۱۳۶۵      | تله‌تئاتر «مستأجر جدید»                 | بازیگر       | رضا کرم‌رضایی                        | نویسنده: «اوژن یونسکو» کارگردان تلویزیونی: «شیرین جاهد»                                                                   |
| ۱۳۶۴      | آئینه                                  | بازیگر       | غلامحسین لطفی                       | شبکه ۱ |

### شبکه خانگی
| سال  | نام                      | سمت      | کارگردان         | توضیحات                        |
| ---- | ------------------------ | -------- | ---------------- | ------------------------------ |
| ۱۴۰۳ | ازازیل                   | بازیگر   | حسن فتحی         | پخش در شبکه خانگی              |
| ۱۴۰۳ | لالایی                   | بازیگر   | احمد درویشعلی‌پور | پخش در شبکه خانگی              |
| ۱۴۰۱ | آفتاب‌پرست                | بازیگر   | برزو نیک نژاد    | پخش در شبکه خانگی              |
| ۱۴۰۱ | نوبت لیلی                | بازیگر   | روح‌الله حجازی    | پخش در شبکه خانگی              |
| ۱۳۹۹ | خوب، بد، جلف: رادیواکتیو | بازیگر   | محسن چگینی       | پخش در شبکه خانگی              |
| ۱۳۹۸ | هیولا                    | بازیگر   | مهران مدیری      | پخش در شبکه خانگی              |
| ۱۳۹۳ | عمو جان هیتلر            | کارگردان | حمید ابراهیمی    | پخش در شبکه خانگی              |
| ۱۳۹۰ | ساخت ایران ۱             | بازیگر   | محمدحسین لطیفی   | در نقش «ماه‌طلعت (ماجان) بهشتی» |

### تئاتر
آثار نمایشی وی عبارتند از:
| سال  | عنوان                        | کارگردان                     |
| ---- | ---------------------------- | ---------------------------- |
| ۱۳۸۶ | ملاقات بانوی سالخورده        | حمید سمندریان                |
| ۱۳۷۸ | چرخه آتش                     | سیاوش تهمورث                 |
| ۱۳۷۷ | عروسی خون                    | علی رفیعی                    |
| ۱۳۷۷ | روزی روزگاری آبادان          | علی رفیعی                    |
| ۱۳۷۵ | توراندوخت                    | رضا کرم‌رضایی                 |
| ۱۳۶۶ | گزارش محرمانه اوکتاویا والدز | فرهاد مجد آبادی              |
| ۱۳۶۵ | مستاجر جدید                  | رضا کرم‌رضایی                 |
| ۱۳۶۵ | غارنشینان                    | گوهر خیراندیش                |
| ۱۳۶۲ | تراژدی کسری                  | مجید جعفری                   |
| ۱۳۶۱ | هرراتی و کوریانی             | فرهاد مجدآبادی               |
| ۱۳۶۰ | شویک در جنگ جهانی دوم        | فرهاد مجدآبادی               |
| ۱۳۵۹ | حماسه ننه خضیره              | کار گروهی اداره برنامه نمایش |
| ۱۳۵۹ | خرس نوشته                    | علی شجاعیان                  |
| ۱۳۵۹ | خواستگاری                    | علی شجاعیان                  |
| ۱۳۵۹ | پروانه مفرغی                 | جمشید اسماعیل خانی           |
| ۱۳۵۹ | انژلیکا                      | ایرج راد                     |
| ۱۳۵۸ | گرگ                          | نعمت اسدالهی                 |
| ۱۳۵۸ | وزیر خان لنکران              | جمشید اسماعیل خانی           |
| ۱۳۵۸ | ادب مرد به ز دولت اوست       | لایق                         |
| ۱۳۵۸ | بلبل سرگشته                  | لایق                         |
| ۱۳۵۸ | بلوغ                         | ناصر نجفی                    |
| ۱۳۵۶ | پروازبندان                   | عباس جمالی                   |
| ۱۳۵۶ | دیکته و زاویه                | غلامحسین ساعدی، عباس جمالی   |
| ۱۳۵۶ | قهوه‌خانه‌ای در آخر زمان       | لایق                         |
| ۱۳۵۵ | مستاجر                       | لایق                         |
| ۱۳۵۴ | از نو                        | حمید مظفری                   |
| ۱۳۵۳ | پهلوان کچل                   | حمید مظفری                   |
| ۱۳۵۲ | نابغه‌ای از دودمان اریارمنه   | حمید مظفری                   |
| ۱۳۵۲ | رستم و سهراب                 | حمید مظفری                   |
| ۱۳۵۲ | مار در استین                 | مجید افشاریان                |
| ۱۳۵۱ | افسانه وفا                   | احمد سپاسدار                 |
| ۱۳۵۱ | شهر بیدار                    | حبیب دهقان نسب               |
| ۱۳۵۱ | چشم در برابر چشم             | جمشید اسماعیل خانی           |
| ۱۳۵۱ | توکایی در قفس                | گوهر خیر اندیش               |
| ۱۳۵۱ | خورشید خانوم                 | گوهر خیر اندیش               |
| ۱۳۵۰ | ماهی سیاه کوچولو             | گوهر خیر اندیش               |
| ۱۳۵۰ | حسنک کجایی                   | گوهر خیر اندیش               |
| ۱۳۴۹ | گل آمد بهار آمد              | گوهر خیر اندیش               |
| ۱۳۴۹ | مهمانهای نا خوانده           | گوهر خیر اندیش               |
| ۱۳۴۹ | گزارش محرمانه اوکتاویا والدز | فرهاد مجد آبادی              |
| ۱۳۴۹ | خاک                          | جمشید اسماعیل خانی           |
| ۱۳۴۹ | مضرات دخانیات                | علی شجاعیان                  |
| -    | ادب مرد به ز دولت اوست       | فرهاد مجد آبادی              |
| -    | شرف خون                      | -                            |

## جوایز و افتخارات
| فیلم           | رده                                    | جایزه                                  | سال       | نتیجه    | منبع   |
| -------------- | -------------------------------------- | -------------------------------------- | --------- | -------- | ------ |
| زیر بام‌های شهر | سیمرغ بلورین بهترین بازیگر نقش مکمل زن | هشتمین دوره جشنواره فیلم فجر           | ۱۳۶۸      | نامزدشده |        |
| چهره           | سیمرغ بلورین بهترین بازیگر نقش مکمل زن | چهاردهمین دوره جشنواره فیلم فجر        | ۱۳۷۴      | نامزدشده |        |
| جنگجوی پیروز   | سیمرغ بلورین بهترین بازیگر نقش مکمل زن | هفدهمین دوره جشنواره فیلم فجر          | ۱۳۷۷      | نامزدشده |        |
| ارتفاع پست     | دیپلم افتخار بهترین بازیگر نقش اول زن  | بیستمین دوره جشنواره فیلم فجر          | ۱۳۸۰      | برنده    | [ ۳۳ ] |
| ارتفاع پست     | تندیس زرین بهترین بازیگر نقش مکمل زن   | ششمین جشن خانه سینما                   | ۱۳۸۱      | نامزدشده | [ ۳۴ ] |
| ارتفاع پست     | بازیگر نقش مکمل زن سال                 | هفدهمین دوره منتخب نویسندگان و منتقدان | ۱۳۸۱      | برنده    |        |
| واکنش پنجم     | سیمرغ بلورین بهترین بازیگر نقش اول زن  | بیست‌ویکمین دوره جشنواره فیلم فجر       | ۱۳۸۱      | نامزدشده | [ ۳۵ ] |
| واکنش پنجم     | تندیس زرین بهترین بازیگر نقش مکمل زن   | هفتمین جشن خانه سینما                  | ۱۳۸۲      | برنده    | [ ۳۶ ] |
| دنیا           | تندیس زرین بهترین بازیگر نقش مکمل زن   | هفتمین جشن خانه سینما                  | ۱۳۸۲      | نامزدشده | [ ۳۶ ] |
| رسم عاشق‌کشی    | سیمرغ بلورین بهترین بازیگر نقش اول زن  | بیست و دومین دوره جشنواره فیلم فجر     | بهمن ۱۳۸۲ | برنده    | [ ۳۷ ] |
| دعوت           | تندیس زرین بهترین بازیگر نقش اول زن    | دوازدهمین جشن خانه سینما               | ۱۳۸۷      | برنده    | [ ۳۸ ] |